# Moirax
Moirax é uma comuna francesa na região administrativa da Nova Aquitânia, no departamento Lot-et-Garonne. Estende-se por uma área de 16,34 km². Em 2010 a comuna tinha 1 220 habitantes (densidade: 74,7 hab./km²).